# Víctor Sotomayor
Víctor Hugo Sotomayor, né le 21 janvier 1968 à Córdoba (Argentine), est un footballeur argentin, qui évoluait au poste de défenseur au Racing de Córdoba, à l'Hellas Vérone, au FC Zurich, au Vélez Sarsfield et à Talleres ainsi qu'en équipe d'Argentine.
Sotomayor ne marque aucun but lors de son unique sélection avec l'équipe d'Argentine en 1996. 

## Carrière
- 1986-1989 : Racing de Córdoba
- 1989-1991 : Hellas Vérone
- 1991-1992 : FC Zurich
- 1992-1999 : Vélez Sarsfield
- 1999-2002 : Talleres  [2]

## Palmarès

### En équipe nationale
- 1 sélection et 0 but avec l'équipe d'Argentine en 1996

#### Avec Vélez Sarsfield
- Vainqueur de la Copa Libertadores en 1994
- Vainqueur de la Coupe intercontinentale en 1994
- Vainqueur de la Copa Interamericana en 1996
- Vainqueur de la Supercopa Sudamericana en 1996
- Vainqueur de la Recopa Sudamericana en 1997
- Vainqueur du Championnat d'Argentine en 1993 (Tournoi de clôture), 1995 (Tournoi d'ouverture), 1996 (Tournoi de clôture) et 1998 (Tournoi de clôture)

#### Avec Talleres
- Vainqueur de la Coupe CONMEBOL en 1999